# Södra Liksgielas
Södra Liksgielas är ett naturreservat i Arjeplogs kommun i Norrbottens län.
Området är naturskyddat sedan 2009 och är 4,1 kvadratkilometer stort. Reservatet omfattar berget Södra Liksgielas och våtmarker väster därom. Reservatet består på berget av brandpräglad och urskogslik barrskog med inslag av lövträd, av sumpskog i våtmarkerna och av en gles och gammal tallskog längst i väster.